# Lo spago

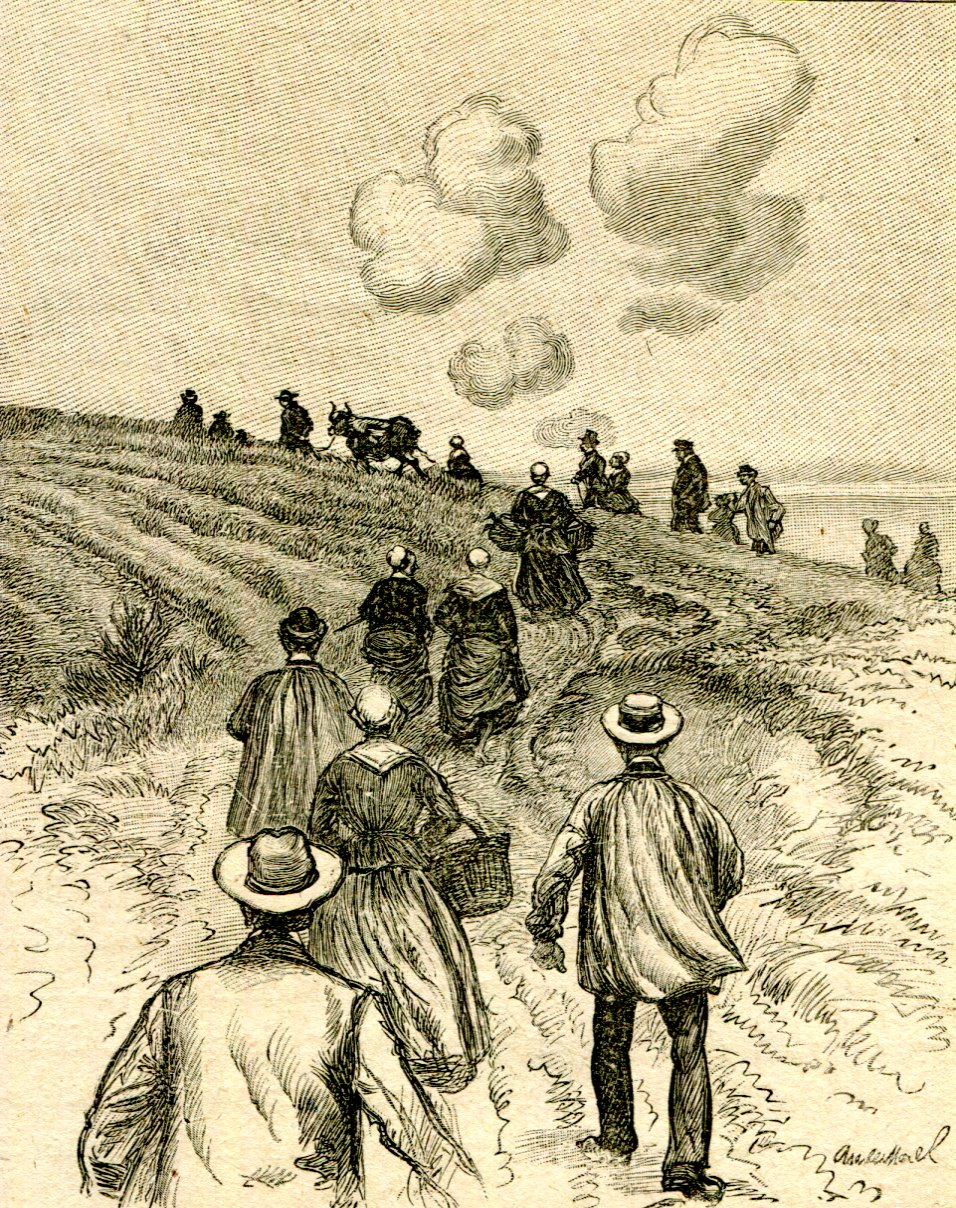
Illustrazione del racconto La Ficelle, Illustrazione di Charles Morel, dall'edizione Paris: Ollendorff

Lo spago (La Ficelle) è un racconto in lingua francese di Guy de Maupassant pubblicato nel 1883.

## Trama
Mentre si reca nella piazza della cittadina normanna di Goderville, dove si svolge il mercato settimanale, Mastro Hauchecorne, un anziano contadino, scorge per terra un pezzo di spago ed, «economo come ogni vero normanno, pensò che era bene raccattare qualsiasi cosa che potesse far comodo», raccolge lo spago, lo ripiega con cura e lo mette in tasca, osservato da Mastro Malandain, un sellaio con il quale Hauchecorne non è in buoni rapporti. Più tardi il pubblico banditore avverte che era stato smarrito un portafogli contenente 500 franchi e si offre una ricompensa di venti franchi a chi lo restituisca al proprietario o lo consegni al sindaco. Più tardi Hauchecorne, denunciato da Malandain, viene convocato dal sindaco con l'accusa di essersi impossessato del portafogli smarrito; Mastro Hauchecorne proclama la sua innocenza, anche se non può provarla. I sospetti su Hauchecorne si diffondono in paese e crescono ogni qual volta Hauchecorne protesta la sua innocenza. I sospetti non cessano neanche dopo che Pomelle, un bracciante agricolo, consegna il portafogli, e tutto ciò che c'è dentro, al legittimo proprietario. Tutti però continuano a ritenere Hauchecorne colpevole: «l'accusavano di aver fatto restituire il portafogli da un compare, da un complice». I sospetti ossessionano Hauchecorne il quale si ammala. Le sue ultime parole, prima di morire, sono ancora di affermazione della propria innocenza: «Un pezzetto di spago... un pezzetto di spago... eccolo qui, signor sindaco»..

## Genesi dell'opera
La Ficelle, titolo originale in lingua francese del racconto Lo spago, fu pubblicato dapprima sul quotidiano Le Gaulois del 25 novembre 1883. Fu pubblicato poi in volume nella raccolta Miss Harriet edito per la prima volta dall'editore Victor Havard il 22 aprile 1884, e mantenuto nella raccolta omonima, rivista e corretta, edita dall'editore Paul Ollendorff nel 1894

## Edizioni
- (FR) Guy de Maupassant, La ficelle, in Le Gaulois, 25 novembre 1883. URL consultato il 21 febbraio 2021.
- (FR) Miss Harriet, 1ª ed., Paris, Victor-Havard, 1884.
- (FR) Miss Harriet, Paris, Ollendorff, 1884.
- (FR) Guy de Maupassant, La Ficelle, in Louis Forestier (a cura di), Contes et nouvelles, collana Bibliothèque de la Pléiade, Préface d'Armand Lanoux ; Introduction de Louis Forestier, texte établi et annoté par Louis Forestier, I, Paris, Gallimard, 1974,  pp. 1604-1609, ISBN 978-2-07-010805-3.
- Lo spago, in Racconti e novelle, traduzione di P. E. Francesconi, Milano, Fratelli Treves, 1897.
- Guy de Maupassant, La cordicella, in Racconti, traduzione di Oreste Del Buono, Introduzione di Louis Forestier, Milano, RCS Libri, 2012, ISBN 978-88-586-2677-1.
- Guy de Maupassant, Lo spago, in Racconti del giorno e della notte, collana I capolavori Sansoni ; 42, traduzione di Mario Picchi, Introduzione di Edda Melon, Milano, 1965,  pp. 57-63.